# Zivania

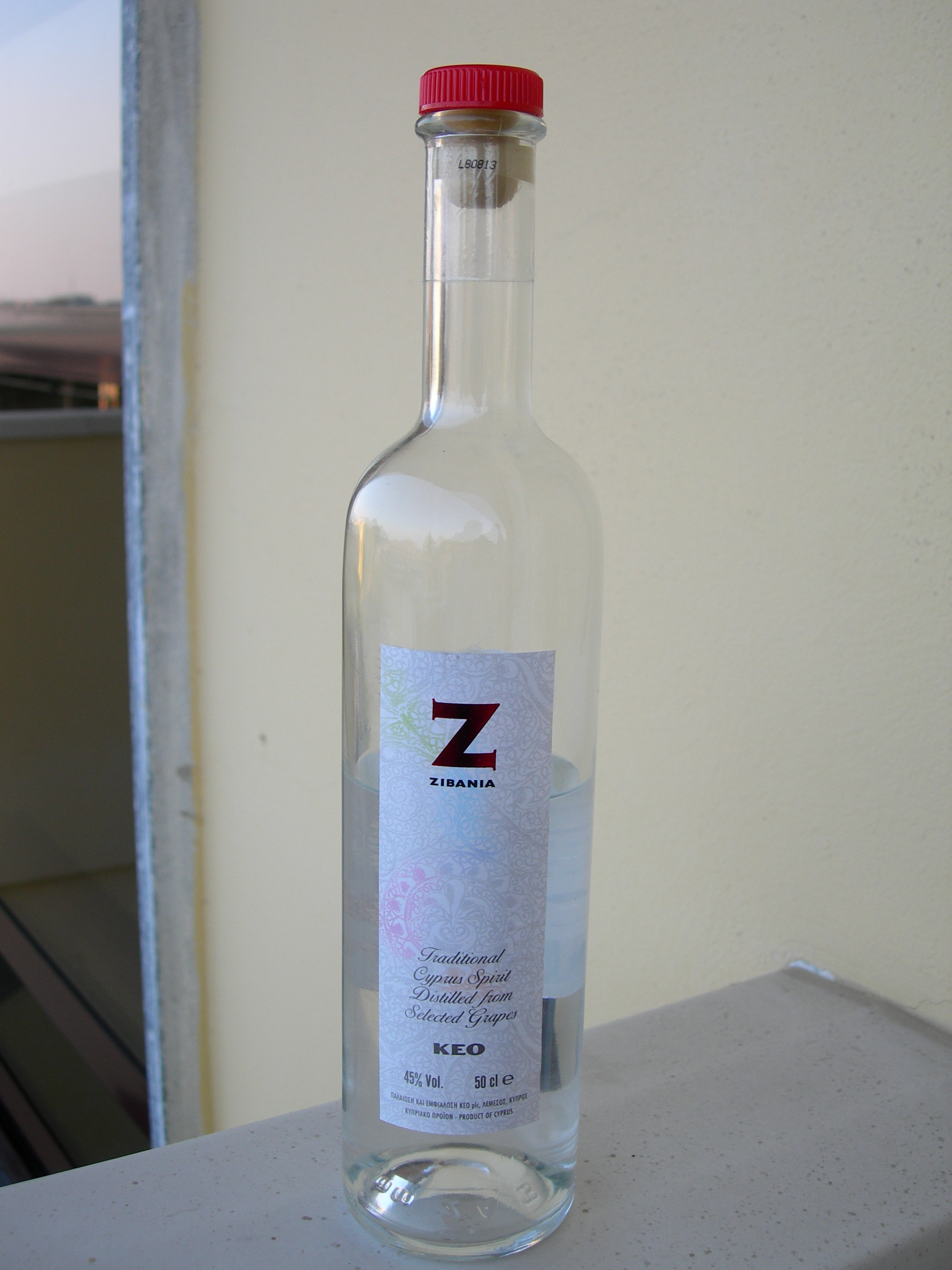
Botella de zivania, aguardiente destilada de orujo de uva con 45 a 60% de alcohol, propia de la isla de Chipre.

El zivania o zivana (en griego: ζιβανία, ζιβάνα) es un aguardiente de orujo chipriota que se produce mediante el destilado de una mezcla de orujo de uva y vinos secos locales elaborados a partir de uvas xynisteri y mavro. El zivania es incoloro y alcohólico con un leve aroma a pasas de uvas. Su contenido alcohólico oscila entre 45% y el 60% en volumen. El zivania no contiene azúcares y no es ácido.

## Historia
El nombre zivania deriva de zivana (en griego: ζίβανα) que significa orujo en el dialecto griego de Chipre. Se cree que el zivania se produce en Chipre desde la época en que la República de Venecia gobernaba la isla, hacia finales del siglo XV. Existe evidencia de que su producción continuó durante los períodos otomanos y británicos, por ejemplo el escritor británico Samuel Baker en 1879 indicó que: "...los restos del hollejo y cabos se separa para fermentarlos para producir una bebida alcohólica tipo rakia, por medio de destilación...".
Según la ley que regula y controla los productos de la vid de 1965 (52/1965) (en griego: Ο περί Ρυθμίσεως και Ελέγχου της Βιομηχανίας Αμπελουργικών Προϊόντων Νόμος του 1965 (52/1965) se define a zivania como "una bebida alcohólica con un contenido de alcohol inferior al 60% en volumen la cual es producida exclusivamente de la primera destilación del vino, uvas y hollejo que fueron fermentados".
Desde 1989, la denominación Zivania ha estado protegido por las regulaciones de la Unión Europea como el nombre del marc de uva producido en Chipre.Desde el 13 de febrero de 2008, posee registro como denominación de origen protegida ante la Unión Europea.También cuenta con registro ante la Organización Mundial de la Propiedad Intelectual desde 22 de junio de 2021.

## Producción
La producción comienza con el prensado de las uvas maduras y sanas para obtener el mosto. La densidad del mosto de vid se mide con un a hidrómetro Baumé para asegurarse que la densidad sea menor a 13° Baumé. Ello es preciso ya que el mosto debe fermentar por completo y en forma adecuada. El mosto de uva,junto con el hollejo, se colocan en grandes recipientes y se dejan para que fermenten. Tradicionalmente, la mezcla de mosto y hollejo era colocada en grandes recipientes de arcilla (pithos, en griego: πιθάρι). En cuanto terminó la fermentación (o sea cuando el líquido fermentado tiene un valor igual o menor a 0° Baumé), la mezcla fermentada de mosto y hollejo es transferida al recipiente principal del alambique (kazani, en griego: καζάνι) para su destilación.
El alambique es denominado lampikos (en griego: λαμπίκος) en el dialecto griego de Chipre. En algunas villas de Chipre, todos los pobladores compartían el uso de un único lampikos. Los alambiques utilizados para destilar zivania son similares a aquellos utilizados para preparar tsikoudia en Creta.

## Galería

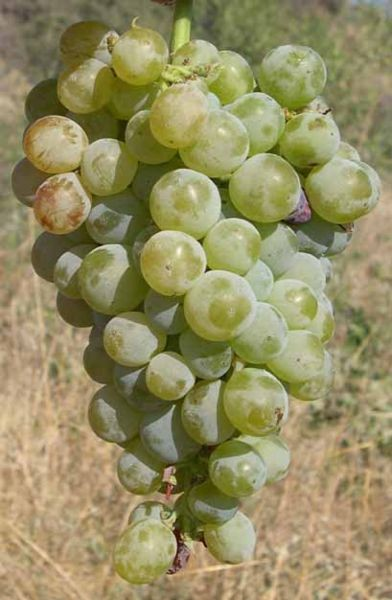
Uvas de la variedad xynisteri utilizadas en la producción del zivania.
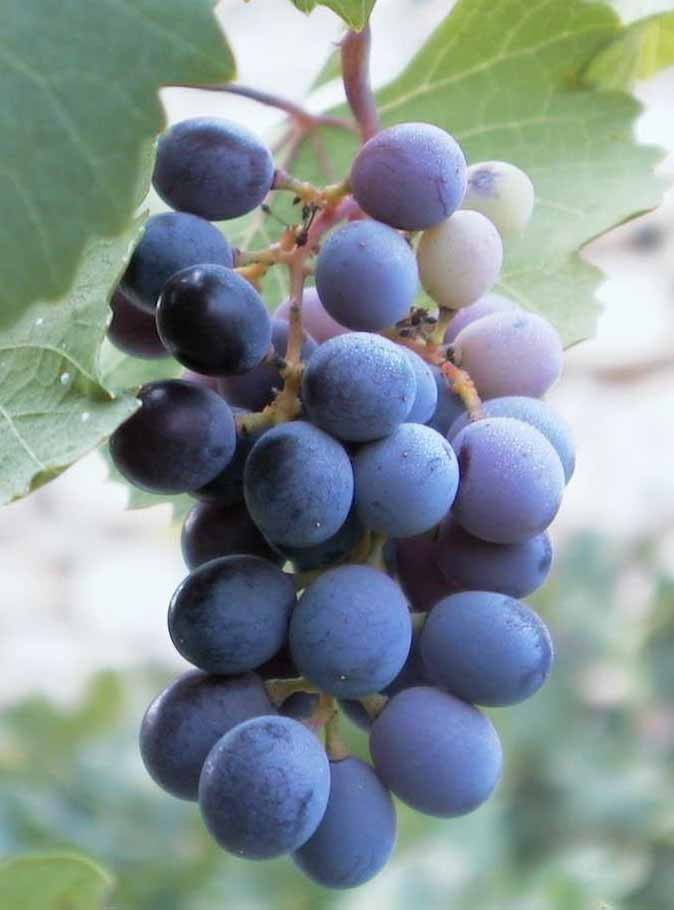
Uvas de la variedad mavro utilizadas en la producción del zivania.
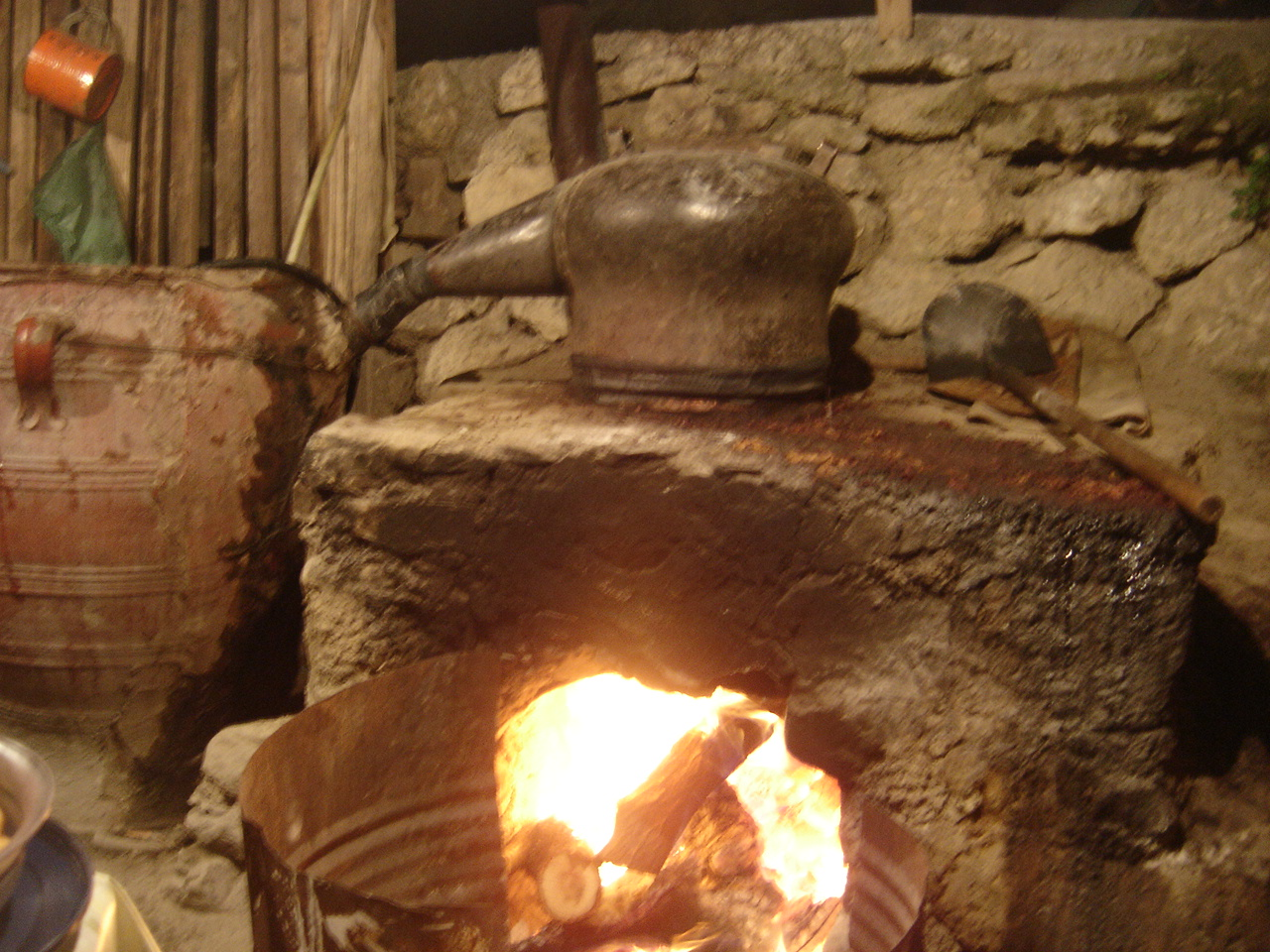
Aparato destilador (kazani) encontrado en la villa de Amiras, Creta.